# Ferenc Pataki
Ferenc Pataki (Budapest, Hungría, 18 de septiembre de 1917-ibidem, 25 de abril de 1988) fue un gimnasta artístico húngaro, especialista en el ejercicio de suelo, gracia al cual llegó a ser campeón olímpico en Londres 1948.

## Carrera deportiva
En las Olimpiadas de Londres 1948 gana el oro en suelo, bronce en salto de potro —tras los finlandeses Paavo Aaltonen y Olavi Rove— y también bronce en el concurso por equipos, tras los finlandeses (oro) y los suizos (plata).